# オトク前旗
オトク前旗（オトクぜんき、モンゴル語: Отгийн өмнөд хошуу、ᠣᠲᠣᠭ ᠤᠨ
ᠡᠮᠦᠨᠡᠳᠦ
ᠬᠣᠰᠢᠭᠤ　転写：Otoɣ-un Emünedü qosiɣu）は、中華人民共和国内モンゴル自治区オルドス市に位置する旗。
内モンゴルでの牧畜の要衝となっており、人口は段地やオルジョチ（敖勒召其）・上海廟・城川などの大郷鎮に多く集中する。旗の設置が早かったため、漢族がモンゴル族の人口をすでに上回っており、両者の比は約7:3。工業・鉱業の発展を経て農業・牧畜人口の13%が工鉱業へ転換した。

## 行政区画
- バルガス（鎮）
  - オルジョチ・バルガス（敖勒召其鎮）
  - 上海廟鎮
  - ボル・バルガス（城川鎮）
  - ナンス・バルガス（昂素鎮）